# Barthélemy Catherine Joubert
Barthélemy Catherine Joubert (Pont-de-Vaux, 14 aprile 1769 – Novi Ligure, 15 agosto 1799) è stato un generale francese. Partecipò, perdendovi la vita, alla battaglia di Novi.

## Biografia
Figlio di un avvocato, lasciò la scuola a quindici anni per arruolarsi come volontario nel 3º Battaglione dell'Ain. Bruciate le tappe nella carriera (sergente nel 1791, sottotenente e poi tenente nel giro di pochi mesi nel 1792), partecipò alla prima campagna d'Italia. 
Ferito e fatto prigioniero al Colle di Tenda, poi rilasciato, si distinse nel 1794 a Dego, come avanguardia del generale Massena. Fu per questo nominato generale di brigata. Prese parte, sotto Kellerman, alla conquista del Melogno, alla difesa di Borghetto, combatté a Loano, a Bardineto e al Monte Lingo. Partecipò alla campagna d'Italia del 1796-1797, distinguendosi a Montenotte, a Millesimo, a Pizzighettone, a Solferino, ad Arcole e a Rivoli, venendo promosso generale di divisione prima della fine del 1796.
Nominato comandante in capo dell'Armata d'Olanda, servì poi sul Reno e infine nuovamente in Italia. In contrasto con il Direttorio, si dimise nel 1799 e tornato in Francia sposò Zefirina di Montholon, figlia adottiva del senatore Charles Louis Huguet de Sémonville e in seguito moglie di Étienne Jacques Joseph Alexandre Macdonald.
Allo scoppio della guerra della seconda coalizione nel 1799, gli fu affidato il comando delle forze francesi in Italia, in sostituzione di Jean Victor Marie Moreau, che volle però tenere accanto a sé.
Attaccato a Novi Ligure dagli austro-russi del generale Aleksandr Vasil'evič Suvorov (15 agosto 1799), morì nelle prime fasi della battaglia, colpito da un proiettile nemico, e fu sostituito al comando dallo stesso Moreau.